# Microdynerus hannibal
Microdynerus hannibal är en stekelart som först beskrevs av Henri Saussure 1856.  Microdynerus hannibal ingår i släktet Microdynerus och familjen Eumenidae. Inga underarter finns listade i Catalogue of Life.